# أكيهيرو نودا
أكيهيرو نودا (باليابانية: 野田 明弘) (5 سبتمبر 1988 في ناغاساكي في اليابان – )؛ هو لاعب كرة قدم ياباني سابق كان يلعب كمدافع.

## وصلات خارجية
- أكيهيرو نودا على موقع رابطة كرة القدم اليابانية للمحترفين (اليابانية)
- أكيهيرو نودا على موقع قاعدة بيانات كرة القدم.إي يو (الإنجليزية)
- أكيهيرو نودا على موقع Soccerway.com (الإنجليزية)